# Austrostipa
Austrostipa és un gènere de plantes de la família de les poàcies, ordre de les poals, subclasse de les commelínides, classe de les liliòpsides, divisió dels magnoliofitins.

## Taxonomia
- Austrostipa acrociliata (Reader) S.W.L.Jacobs i J.Everett
- Austrostipa aquarii (Vickery, S.W.L. Jacobs i J. Everett) S.W.L. Jacobs i J. Everett
- Austrostipa aristiglumis (F. Muell.) S.W.L. Jacobs i J. Everett
- Austrostipa bigeniculata (Hughes) S.W.L. Jacobs i J. Everett
- Austrostipa blackii (C.E. Hubb.) S.W.L. Jacobs i J. Everett
- Austrostipa blakei (Vickery, S.W.L. Jacobs i J. Everett) S.W.L. Jacobs i J. Everett
- Austrostipa breviglumis (J.M. Black) S.W.L. Jacobs i J. Everett
- Austrostipa campylachne (Nees) S.W.L. Jacobs i J. Everett
- Austrostipa centralis (Vickery, S.W.L. Jacobs i J. Everett) S.W.L. Jacobs i J. Everett
- Austrostipa compressa (R. Br.) S.W.L. Jacobs i J. Everett
- Austrostipa crinita (Gaudich.) S.W.L. Jacobs i J. Everett
- Austrostipa curticoma (Vickery) S.W.L. Jacobs i J. Everett
- Austrostipa densiflora (Hughes) S.W.L. Jacobs i J. Everett
- Austrostipa dongicola (Vickery, S.W.L. Jacobs i J. Everett) S.W.L. Jacobs i J. Everett
- Austrostipa drummondii (Steud.) S.W.L. Jacobs i J. Everett
- Austrostipa echinata (Vickery, S.W.L. Jacobs i J. Everett) S.W.L. Jacobs i J. Everett
- Austrostipa elegantissima (Labill.) S.W.L. Jacobs i J. Everett
- Austrostipa eremophila (Reader) S.W.L. Jacobs i J. Everett
- Austrostipa exilis (Vickery) S.W.L. Jacobs i J. Everett
- Austrostipa feresetacea (Vickery, S.W.L. Jacobs i J. Everett) S.W.L. Jacobs i J. Everett
- Austrostipa flavescens (Labill.) S.W.L. Jacobs i J. Everett
- Austrostipa geoffreyi S.W.L. Jacobs i J. Everett
- Austrostipa gibbosa (Vickery) S.W.L. Jacobs i J. Everett
- Austrostipa hemipogon (Benth.) S.W.L. Jacobs i J. Everett
- Austrostipa juncifolia (Hughes) S.W.L. Jacobs i J. Everett
- Austrostipa lanata (Vickery, S.W.L. Jacobs i J. Everett) S.W.L. Jacobs i J. Everett
- Austrostipa macalpinei (Reader) S.W.L. Jacobs i J. Everett
- Austrostipa metatoris (J. Everett i S.W.L. Jacobs) S.W.L. Jacobs i J. Everett
- Austrostipa mollis (R. Br.) S.W.L. Jacobs i J. Everett
- Austrostipa muelleri (Tate) S.W.L. Jacobs i J. Everett
- Austrostipa multispiculis (J.M. Black) S.W.L. Jacobs i J. Everett
- Austrostipa mundula (J.M. Black) S.W.L. Jacobs i J. Everett
- Austrostipa nitida (Summerh. i C.E. Hubb.) S.W.L. Jacobs i J. Everett
- Austrostipa nodosa (S.T. Blake) S.W.L. Jacobs i J. Everett
- Austrostipa nullanulla (J. Everett i S.W.L. Jacobs) S.W.L. Jacobs i J. Everett
- Austrostipa nullarborensis (Vickery, S.W.L. Jacobs i J. Everett) S.W.L. Jacobs i J. Everett
- Austrostipa nullarborensis (Vickery, S.W.L. Jacobs i J. Everett) S.W.L. Jacobs i J. Everett
- Austrostipa oligostachya (Hughes) S.W.L. Jacobs i J. Everett
- Austrostipa petraea (Vickery) S.W.L. Jacobs i J. Everett
- Austrostipa pilata (S.W.L. Jacobs i J. Everett) S.W.L. Jacobs i J. Everett
- Austrostipa platychaeta (Hughes) S.W.L. Jacobs i J. Everett
- Austrostipa plumigera (Hughes) S.W.L. Jacobs i J. Everett
- Austrostipa puberula (Steud.) S.W.L. Jacobs i J. Everett
- Austrostipa pubescens (R. Br.) S.W.L. Jacobs i J. Everett
- Austrostipa pubinodis (Trin. i Rupr.) S.W.L. Jacobs i J. Everett
- Austrostipa pycnostachya (Benth.) S.W.L. Jacobs i J. Everett
- Austrostipa ramosissima (Trin.) S.W.L. Jacobs i J. Everett
- Austrostipa rudis (Spreng.) S.W.L. Jacobs i J. Everett
  -     - Austrostipa rudis subsp. australis (J. Everett i S.W.L. Jacobs) S.W.L. Jacobs i J. Everett
    - Austrostipa rudis subsp. nervosa (Vickery) S.W.L. Jacobs i J. Everett
    - Austrostipa rudis subsp. rudis
- Austrostipa scabra (Lindl.) S.W.L. Jacobs i J. Everett
  -     - Austrostipa scabra subsp. falcata (Hughes) S.W.L. Jacobs i J. Everett
    - Austrostipa scabra subsp. scabra
- Austrostipa semibarbata (R. Br.) S.W.L. Jacobs i J. Everett
- Austrostipa setacea (R. Br.) S.W.L. Jacobs i J. Everett
- Austrostipa stipoides (Hook. f.) S.W.L. Jacobs i J. Everett
- Austrostipa stuposa (Hughes) S.W.L. Jacobs i J. Everett
- Austrostipa tenuifolia (Steud.) S.W.L. Jacobs i J. Everett
- Austrostipa trichophylla (Benth.) S.W.L. Jacobs i J. Everett
- Austrostipa tuckeri (F. Muell.) S.W.L. Jacobs i J. Everett
- Austrostipa variabilis (Hughes) S.W.L. Jacobs i J. Everett
- Austrostipa velutina (Vickery, S.W.L. Jacobs i J. Everett) S.W.L. Jacobs i J. Everett
- Austrostipa verticillata (Nees ex Spreng.) S.W.L. Jacobs i J. Everett
- Austrostipa vickeryana (J. Everett i S.W.L. Jacobs) S.W.L. Jacobs i J. Everett
- Austrostipa wakoolica (Vickery, S.W.L. Jacobs i J. Everett) S.W.L. Jacobs i J. Everett